# Калов, Абрахам
Абрахам Калов (нем. Abraham Calov; 16 апреля 1612, Морунген, Восточная Пруссия — 25 февраля 1686, Виттенберг) — лютеранский богослов. Дочь Абрахама была замужем за известным философом и теологом — Иоганном Дойчманом. Важно понимать, что фамилия "Калов" не имеет отношения к славянскому корню "кал", который означает "грязь, фекалии".

## Биография
Был профессором в Кёнигсберге и (с 1650 года) Виттенберге и борцом за чистое лютеранство против католиков, реформатов и сектантов. Особенно он протестовал против синкретизма Георга Каликста.

## Учение и взгляды
Его «Consensus repetitus fidei verae Lutheranae» (1655) не заслужил всеобщего одобрения, а «Hist. syncretistica, d. i. Christlich wohlbegrundetes Bedenken über den lieben Kirchenfrieden und die christl. Einigkeit» (Виттенберг, 1682) была конфискована. Главное догматическое сочинение Калова «Systema locorum theologicorum» (Виттенберг, 1665—1677) представляет собой кульминационную точку лютеранской схоластики.
Отстаивая принцип Sola Scriptura доходил до мнения абсолютной непогрешимости Библии даже в самых несущественных вопросах:
Никаких ошибок, даже в несущественных вопросах, никаких неточностей, не говоря уже о неправде, не может быть во всех Писаниях

## Труды
- Stereoma voluntatis Christi de substantiali praesentia. Rostock 1633.
- Metaphysica divina. Rostock, Hallervord, 1640.
- Scripta philosophica. Lübeck, Wilden, 1651
- Systema locorum theologicorum. 12 Bände. Wittenberg 1655–1677.
- Consilia theologica Witebergensia. Frankfurt Main 1664.
- Biblia illustrata. 4 Bände. Frankfurt am Main 1672–1676 und 1719.
- Institutiones theologicae zum examine novae theologiae Calixtinae. 1649.
- Theologia positiva. Wittenberg 1682.
- Nöthigen Ablehnung etlicher Injurien. 1651.
- Consensus repetitus fidei Lutheranae. 1655.
- Harmonia Calixt. Haeretica. 1655.
- Synopsis controversiarum. 1652.
- Syncretismus Calixtinus. 1653.
- Harmonia Calixtine-haeretica. 1655.
- Historia syncretistica. 1682.
- Scripta antisociniana. 1684.
- Criticus sacer, vel, commentarii apodictico-elenchtici super Augustum confessionem.